# 岑應春
岑應春（1553年1月23日—？），字繹仁，别號雲石，順天府通州人，民籍，明朝政治人物。

## 生平
隆慶四年（1570年）庚午科順天鄉試七十名，萬曆十四年（1586年）丙戌科會試三百三十四名，登三甲第一百五十七名進士。大理寺观政，同年丁憂歸，十七年授工部主事，十八年升员外郎，十九年巡视臨清砖厂，二十二年升工部都水司郎中，二十三年升山东参议，二十四年升山西按察副使，二十八年告病归。

## 家族
曾祖岑桂；祖父岑廉；父岑獻，曾任典史。母丁氏。具庆下。兄應雷、應奎。弟應雲、應辰、應時、應庚。